# خلج (فريدن)
خلج (بالفارسية: خلج) هي قرية تقع في قسم ورزق الريفي في إيران. يقدر عدد سكانها بـ 87 نسمة بحسب إحصاء 2016.